# Nathan Redmond
Nathan Daniel Jerome Redmond (* 6. März 1994 in Birmingham) ist ein englischer Fußballspieler, der zuletzt bis 2025 beim FC Burnley unter Vertrag stand.

## Karriere

### Verein
Redmond spielte seit seiner Jugend bei Birmingham City. Seit 2010 gehörte er der Profimannschaft des Vereins an. Ab der Saison 2011/12 kam er regelmäßig für Birmingham zum Einsatz und absolvierte in zwei Spielzeiten 62 Ligaspiele für seinen Verein und erzielte dabei 7 Tore.
Anfang Juli 2013 wechselte Nathan Redmond zum Erstligisten Norwich City, wo er einen Vierjahresvertrag unterzeichnete. In seiner ersten Saison in Norwich kam er in 32 Ligapartien zum Einsatz, stieg mit seinem neuen Team am Saisonende jedoch in die zweite Liga ab. Der Aufenthalt in der Football League Championship 2014/15 endete bereits nach einem Jahr, da Norwich durch einen Erfolg im Play-off-Finale gegen den FC Middlesbrough den direkten Wiederaufstieg feiern konnte. Nathan Redmond erzielte hierbei den Treffer zum 2:0-Endstand. In der Premier League 2015/16 musste Norwich einen erneuten Abstieg hinnehmen.
Daraufhin wechselte der 22-Jährige Ende Juni 2016 zum FC Southampton, der ihn mit einem bis 2021 gültigen Vertrag ausstattete. Mit seinem neuen Verein erreichte er in der Premier League 2016/17 einen guten achten Tabellenplatz, zudem konnte er mit sieben Ligatreffern auf sich aufmerksam machen. Nach zwei Spielzeiten im Abstiegskampf etablierte er sich mit Southampton in den Folgejahren im Tabellenmittelfeld der Premier League.
Im September 2022 wechselte er zum türkischen Erstligisten Beşiktaş Istanbul.
Nach einem Jahr in der Türkei kehrte er Ende Juli 2023 nach England zurück und wechselte zum FC Burnley. In der ersten Hälfte der Saison 2023/24 bestritt er dort zwölf Spiele mit der Mannschaft in der Premier League, ehe er aufgrund verschiedener Verletzungen lange Zeit ausfiel. In der folgenden Spielzeit 2024/25 kam er daher nur noch zu zwei Einsätzen in der zweitklassigen Championship, in welche die Mannschaft zwischenzeitlich abgestiegen war, und verließ den Verein im Sommer 2025.

### Nationalmannschaft
Redmond spielte ab der U16 für alle Juniorenauswahlmannschaften des englischen Verbandes. Am 22. März 2017 kam er im Freundschaftsspiel gegen Deutschland zu seinem ersten und einzigen Einsatz für die englische A-Nationalmannschaft, als er in der 66. Minute für Adam Lallana eingewechselt wurde. Mit der U21-Nationalmannschaft, für die er von 2013 bis 2017 insgesamt 38 Spiele bestritt, nahm er anschließend noch an der U21-Europameisterschaft 2017 teil, konnte dort jedoch im Halbfinale gegen Deutschland im Elfmeterschießen den entscheidenden Elfmeter nicht verwandeln, woraufhin England ausschied.